# Березняки (заповідне урочище)
Березняки́ — заповідне урочище в Україні. Розташоване в межах Хорольського району Полтавської області, на південний захід від села Березняки. 
Площа 162 га. Статус присвоєно згідно з рішенням облради від 20.12.1993 року. Перебуває у віданні ДП «Лубенський лісгосп» (Хорольське л-во, кв. 30, 31). 
Статус присвоєно для збереження природного комплексу на лівобережній заплаві річки Сула. Тут наявні луки і заболочені ділянки колишніх стариць Сули, на підвищеннях зростають невеликі лісові масиви (переважно осока, вільха).